# 伊斯坦堡卡
伊斯坦堡卡（土耳其語：Istanbulkart）是土耳其伊斯坦堡的一種非接觸式智能卡。該卡於2009年3月23日開始發行，同時既有的Akbil系統開始淘汰，直至2015年退出流通。伊斯坦堡卡由科技公司Belbim開發。
伊斯坦堡卡可用於乘搭巴士、纜索鐵路、輕軌、地鐵、通勤列車、渡輪及電車，分別由大都會市政府和私人公司營運。這些系統不接受現金支付。在交通網絡內兩小時可轉乘超過五次並享有車費減免。
普通卡可在大部分交通轉運站票務處購買，連同不可轉讓的保證金為50新土耳其里拉，也可在地鐵入口處以50里拉購買，額外的錢將用作儲值。最高儲值額為300新土耳其里拉。
若智能卡內儲值額不足，讀卡機會顯示警告字句「Yetersiz Bakiye」（儲值額不足）的同時發出聲響提示。